# Asura melanoxantha
Asura melanoxantha là một loài bướm đêm thuộc phân họ Arctiinae, họ Erebidae.